# フェルナン・ピエ
フェルナン・ピエ（Fernand Piet、1869年8月26日 - 1942年2月24日）はフランスのポスト印象派の画家である。

## 略歴
パリの裕福な家に生まれた。母方の祖父に海洋画家として知られるシャルル・モザン(Charles Mozin:1806-1862)がいる。18歳頃から、フェルナン・コルモンの画塾で学んだ。コルモンの画塾で学んでいたエミール・ベルナール、トゥールーズ＝ロートレック、ルイ・アンクタンやフィンセント・ファン・ゴッホらと知り合った。その後、ウジェーヌ・カリエールやアルフレッド・ロルに学んだ後、パリ国立高等美術学校でも学び、週に1回、私立のグランド・ショミエール芸術学校でも修業した。
1893年に多くの芸術家がスタジオを構えたモンマルトルに近いロシュシュアール通りにスタジオを開いた。生活費を心配する必要のない境遇で、絵を描くことに専念できた。パリの風景や、人々を描くのを好んだ。ギロー（Lucien-Victor Guirand de Scévola）やランペルール(Edmond Lempereur)、ジャン＝ルイ・フォランといった画家と友人であった。
1896年に南フランスを旅し、マルセイユやトゥーロンを訪れ、1898年にはオランダ、ベルギーを旅した。アンデパンダン展などに出展した。第一次世界大戦で1921年まで展覧会への出展を中断し、戦後はルーマニアの皇太子夫人、エリザベト・ビベスコの芸術サークルの一員となった。1925年にフランス国民美術協会の会員になった。

## 作品

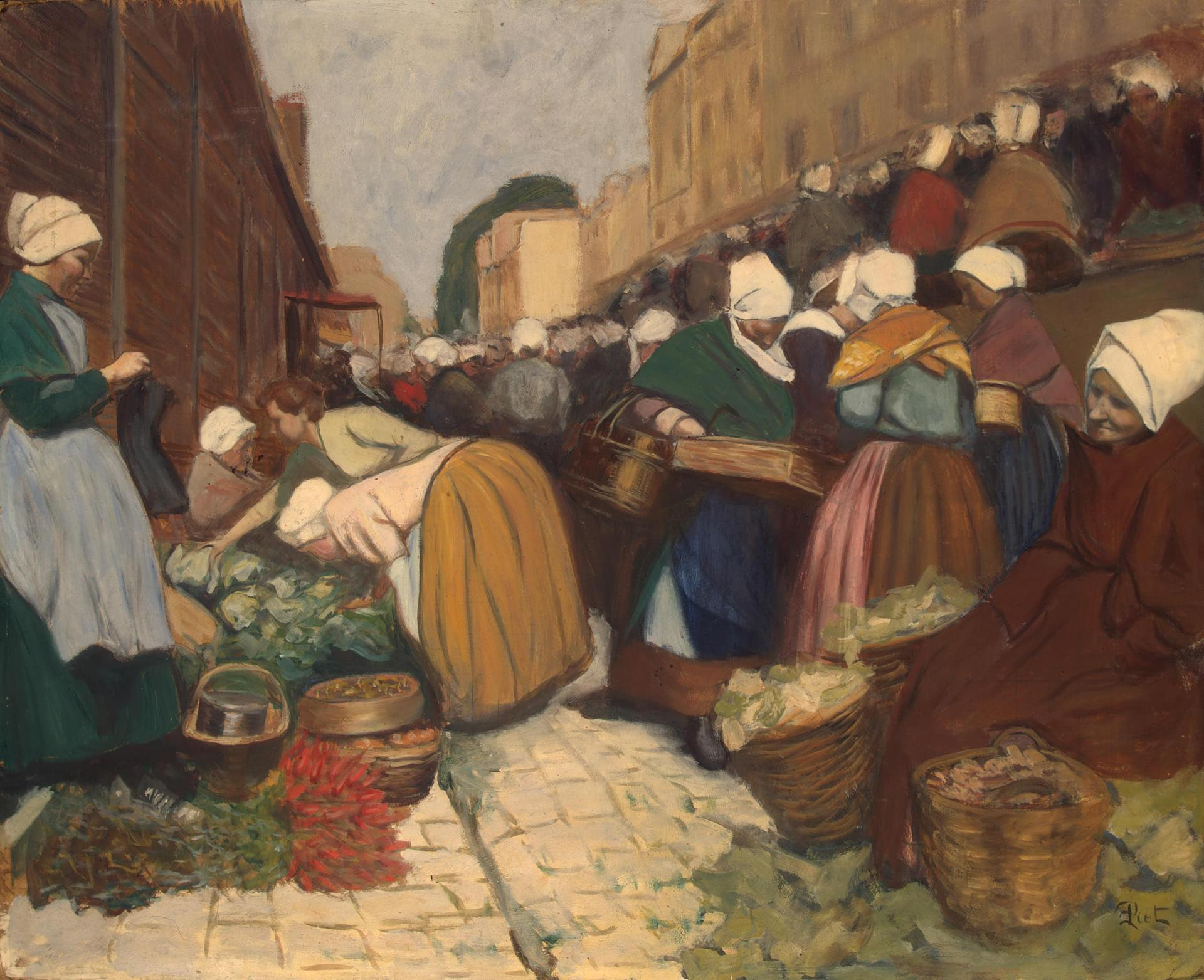
ブレストの市場 (1899)
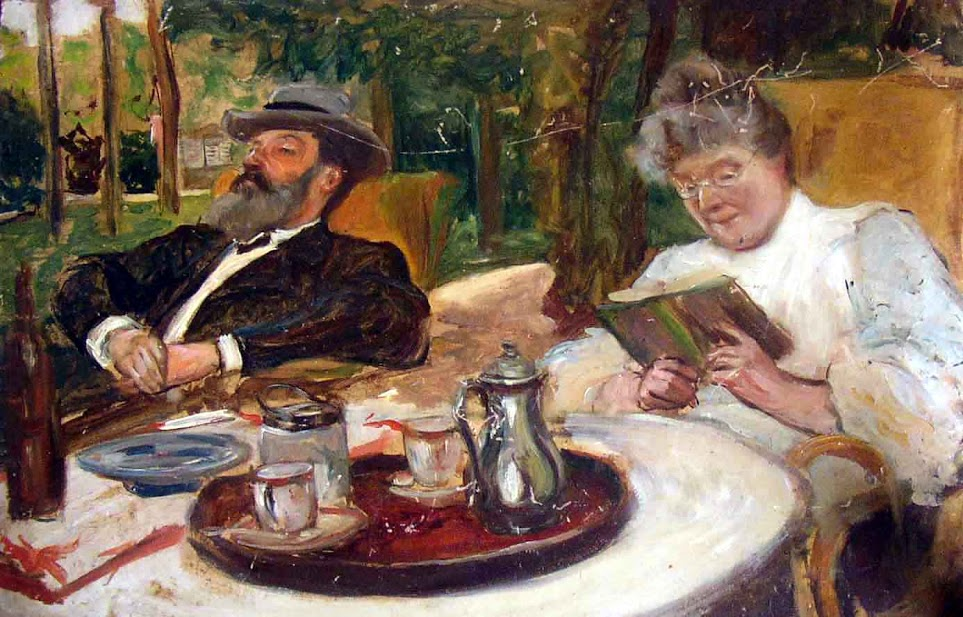
両親の肖像